# Das Haus im Kreidegarten
Das Haus im Kreidegarten ist ein englischer Farbfilm im Universal-Filmverleih aus dem Jahr 1963. Vorlage war das Schauspiel Der Kreidegarten (Originaltitel The Chalk Garden) von Enid Bagnold. Die DVD des Films wurde am 1. Oktober 2014 veröffentlicht.

## Handlung
Miss Madrigal bewirbt sich in einem alten Haus auf dem Kreidefelsen an der englischen Südküste um die Stelle als Erzieherin der 16-jährigen Laurel. Das tut sie, obwohl sechs andere wartende Bewerberinnen davon wieder Abstand nahmen, ohne überhaupt mit Mrs. St. Maugham, der Großmutter des Mädchens, gesprochen zu haben.
Miss Madrigal macht bei dem Vorstellungsgespräch einen guten Eindruck, vor allem durch ihre Ruhe und Sicherheit, mit der sie auftritt. Obwohl sie weder Zeugnisse noch Referenzen vorlegt, erhält sie die Stellung.
Die alte exzentrische Mrs. St. Maugham lebt noch nach den Gesetzen der Vergangenheit und hat ihrer Tochter Olivia nie verziehen, dass sie nach dem Tod ihres Mannes ein zweites Mal heiratete. Sie redet ihrer bei ihr lebenden Enkelin Laurel ein, ihre Mutter habe sie verlassen. Durch die neue Erzieherin will sie das Mädchen noch fester an sich binden.
Miss Madrigal hat aber ihre eigenen Vorstellungen, sie spürt, dass ihre Schutzbefohlene viel Liebe und Verständnis braucht. Doch sie stößt auf wenig Entgegenkommen. Von ihrer ersten Begegnung an hasst Laurel sie. Zudem behauptet sie, im Alter von zwölf Jahren überfallen worden zu sein und auch den Selbstmord ihres Vaters mit angesehen zu haben. Bei ihren Anstrengungen, dem Kind zu helfen, findet sie in dem Butler Maitland einen Verbündeten, der einige der erfundenen Geschichten aufklären kann.
Um Miss Madrigal einen Streich zu spielen und etwas über sie zu erfahren, stöbert Laurel in deren Zimmer und findet einen Malkasten mit den Initialen C. D. W.
Eines Tages ist der Richter McWhirrey zu Gast in dem alten Haus. Während eines Gesprächs versucht er, zu analysieren, wie sich seiner Meinung nach ein des Mordes Angeklagter fühlt. Er beruft sich dabei auf einen früheren Fall, bei dem eine Frau des Mordes für schuldig befunden wurde. Er nennt sogar ihren Namen: Constance Doris Wakeland. Miss Madrigal widerspricht den Darlegungen des Richters mit Leidenschaft.
Laurel erinnert sich an die Initialen im Inneren des hölzernen Malkastens und zieht Maitland ins Vertrauen. Beide sind überzeugt, dass die Erzieherin die besagte Mörderin ist. Dennoch verraten die beiden nichts. Vielmehr bittet Maitland Miss Madrigal, sich bei Mrs. St. Maugham dafür einzusetzen, dass sie Olivia ihr Kind zurückgibt, was diese auch tut. Zufällig belauscht Laurel das Gespräch, ist erleichtert, dass ihre Mutter sie doch liebt, und überglücklich, als diese kommt, um sie zu sich zu holen.
Zurück bleiben die beiden Frauen. Die alte Dame sieht sich ihrer Enkelin und damit ihres Lebensinhaltes beraubt. Ihr bleiben nur der Kreidegarten und seine verkümmerten Pflanzen. In ihrem Kummer erkennt sie, dass sie auf Miss Madrigals Gesellschaft nicht mehr verzichten kann. Sie sieht, dass sie einander brauchen, und verspricht ihrer künftigen Gesellschafterin, dabei zu helfen, sich zu rehabilitieren. Auf die Frage, ob Miss Madrigal zu Recht verurteilt wurde, erhält sie eine sibyllinische Antwort. Doch sie bekräftigt, dass sie nicht eher ruhen würde, bis sie die Wahrheit herausgefunden hätte.

## Hintergrund
Deborah Kerr und Felix Aylmer, der hier den Richter spielt, standen bereits in Quo vadis? gemeinsam vor der Kamera. Aylmer spielte den General Plautius, bei dem die Kerr als die Geisel Lygia lebte. Auch in Edward, mein Sohn hat er eine kleine Rolle.
Hayley Mills ist John Mills’ Tochter und drehte in frühen Jahren viele Filme, u. a. Tiger Bay mit Horst Buchholz und Die Vermählung ihrer Eltern geben bekannt, eine Doppelrolle frei nach Erich Kästners Doppeltem Lottchen.
Die deutsche Synchron-Bearbeitung entstand 1963 in den Ateliers der Berliner Synchron unter der Regie von Klaus von Wahl. Das Dialogbuch stammt von Karin Vielmetter. Für Deborah Kerr sprach Marianne Kehlau, Friedrich Schoenfelder lieh John Mills seine Stimme, und Hayley Mills wurde von Marion Hartmann gesprochen.

## Rezeption
Das Haus im Kreidegarten erhielt ein gutes Presseecho, was sich auch in den Auswertungen US-amerikanischer Aggregatoren widerspiegelt. So erfasst Rotten Tomatoes überwiegend positive Besprechungen und ordnet den Film dementsprechend als „Frisch“ ein. Laut Metacritic fallen die Bewertungen im Mittel „Grundsätzlich Wohlwollend“ aus.

„Eine dichte, gut inszenierte und vorzüglich gespielte Verfilmung eines Bühnen-Kammerspiels, intelligent und aufrichtig in der Behandlung des Problems.“

„routiniert in Szene gesetzt, unterhaltsam.“

Dame Edith Evans wurde 1964 für den Academy Award  als beste Nebendarstellerin nominiert, ging aber leer aus.

## Belege
1. ↑  Das Haus im Kreidegarten. Abgerufen am 13. April 2018.
2. ↑  The Chalk Garden (1964). In: blu-ray.com. Abgerufen am 17. September 2024.
3. ↑  Das Haus im Kreidegarten in der Synchrondatenbank von Arne Kaul; abgerufen am 19. Oktober 2008
4. 1 2  Das Haus im Kreidegarten. In: Rotten Tomatoes. Fandango, abgerufen am 27. Dezember 2024 (englisch, aggregiert aus 7 Kritiken).
5. 1 2  Das Haus im Kreidegarten. In: Metacritic. Abgerufen am 27. Dezember 2024 (englisch, aggregiert aus 4 Kritiken).
6. ↑  Craig Butler: Kritik zu Das Haus im Kreidegarten (Memento vom 19. Oktober 2019 im Internet Archive) bei AllMovie (englisch)
7. ↑  Das Haus im Kreidegarten. In: Lexikon des internationalen Films. Filmdienst, abgerufen am 17. September 2024.
8. ↑  Adolf Heinzlmeier, Berndt Schulz: Lexikon „Filme im Fernsehen“. Erweiterte Neuausgabe. Rasch und Röhring, Hamburg 1990, ISBN 3-89136-392-3, S. 344 (Wertung:  durchschnittlich)

- Weitere Filmlinks:
- OFDb: Link |
- AFI: Link |
- Cinema: Link |
- Schnittberichte: Link |
- Synchronkartei: Link |
- TMDb: Link |
- Letterboxd: Link |
- bearbeiten